# Chiesa di San Francesco Saverio (Mondovì)
La chiesa di san Francesco Saverio, detta anche chiesa della Missione, si trova a Mondovì (CN).
La prima pietra di questa chiesa fu posata il 14 maggio 1665. Per la costruzione dell'edificio, progettata dall'architetto fossanese Giovenale Boetto, furono abbattute le case del lato meridionale della piazza Maggiore con sei arcate dei portici che circondavano originariamente l'intera piazza. La facciata è in pietra arenaria ed è opera del Boetto per la metà inferiore e di sconosciuti (forse il Gallo) la parte superiore. Del Pozzo è la balconata esterna che aiuta a superare il dislivello della piazza.
La chiesa ha una sola navata ed è riccamente decorata all'interno. Spesso le decorazioni scultoree e quelle pittoriche si confondono. La decorazione pittorica interna, come per esempio la finta doratura, le statue in finto bronzo e le colonne pitturate a marmo, è opera del confratello laico dei gesuiti Andrea Pozzo. 
La finta cupola rappresenta la glorificazione di san Francesco Saverio. Ai pennacchi sono rappresentate quattro gigantesche figure femminili, allegorie dei quattro continenti dove allora si svolgeva l'opera di evangelizzazione dei Gesuiti. Una particolarità è che il soffitto è piatto, ma dall'entrata la cupola sembra innalzarsi veramente verso il cielo.
Nel catino absidale è rappresentato san Francesco Saverio nell'atto di battezzare gli infedeli. 
Di Andrea Pozzo è anche l'altare destro, dedicato alla Vergine Addolorata. La statua in legno è di Antonio Roasio. 
L'altare sinistro è dedicato al fondatore dell'ordine dei Gesuiti, sant'Ignazio di Loyola. Esso è attribuito alla scuola genovese e viene datato all'inizio del Settecento. La pala d'altare rappresenta il santo che invia san Francesco Saverio a predicare nelle Indie Orientali.
Una particolarità della chiesa è la macchina d'altare, interamente in legno. La figura del santo al centro è di lamiera. Il tutto è dipinto e si trattava presumibilmente di un'opera di carattere provvisorio, poi mantenuta forse per mancanza di fondi. Essa è l'unica macchina d'altare sopravvissuta in Europa. 
Vi sono anche sei tribune in legno intagliate.
L'organo fu trafugato da Napoleone e venduto all'asta sulla piazza Maggiore per colpa delle sue grandi dimensioni. Ora si trova nella parrocchiale di Pianfei. 
Sopra l'entrata vi è l'autoritratto del Pozzo, nascosto tra le finte colonne.